# Яковенко, Николай Иванович
Николай Иванович Яковенко (5 ноября 1941, Азовский район, Ростовская область — 22 декабря 2006, Москва) — советский борец классического стиля, двукратный серебряный призёр олимпийских игр, двукратный чемпион мира, призёр чемпионата мира, чемпион Европы, неоднократный чемпион и призёр чемпионатов СССР. Заслуженный мастер спорта СССР (1967). Заслуженный тренер СССР (1976).

## Биография
Родился в 1941 году в посёлке Овощесовхоз, Азовского района. Борьбой занимался с 1958 года. Уже в 1961 году стал чемпионом СССР.
На Летних Олимпийских играх 1968 года в Мехико боролся в весовой категории до 97 килограммов (полутяжёлый вес). Победитель определялся по минимальному количеству штрафных баллов: за чистую победу (туше) штрафные баллы не начислялись, за победу по решению судей начислялся 1 штрафной балл; за чистое поражение начислялись 4 штрафных балла, за поражение по очкам начислялись 3 штрафных балла, за ничью 2 штрафных балла. Спортсмен, получивший до финальных схваток 6 штрафных баллов, выбывал из турнира. Когда оставалось три или меньше борцов, они разыгрывали между собой медали.
В схватках:
- в первом круге выиграл решением судей у Вацлава Орловского (Польша), что принесло борцу 1 штрафной балл;
- во втором круге на 2-й минуте тушировал Эда Милларда (Канада);
- в третьем круге на 5-й минуте тушировал Такэси Нагао (Япония);
- в четвёртом круге не участвовал;
- в первой финальной встрече в схватке с Бояном Радевым (Болгария), олимпийским чемпионом Токио и будущим олимпийским чемпионом Мехико, была зафиксирована ничья
- во второй финальной встрече советский борец выиграл решением судей у Николае Мартинеску (Румыния)

В третьей финальной встрече Радев уложил на лопатки Мартинеску, что вывело болгарского борца на первое место, а Яковенко принесло «серебро».
В 1966 году победил на чемпионате мира и остался вторым на чемпионате СССР, а в 1967 году стал вице-чемпионом мира и победителем Спартакиады народов СССР, соревнования на которых имели статус чемпионата СССР.
Снова был включён в олимпийскую команду. На Летних Олимпийских играх 1972 года в Мехико боролся в весовой категории до 100 килограммов (тяжёлый вес). Победитель определялся по минимальному количеству штрафных баллов: за чистую победу (туше) штрафные баллы не начислялись, за победу по решению судей начислялся 1 штрафной балл; за чистое поражение начислялись 4 штрафных балла, за поражение по очкам начислялись 3 штрафных балла, за ничью 2 штрафных балла. Спортсмен, получивший до финальных схваток 6 штрафных баллов, выбывал из турнира. Когда оставалось три или меньше борцов, они разыгрывали между собой медали.
В схватках:
- в первом круге на 8-й минуте тушировал Бурке Дэдрича (США);
- во втором круге на 2-й минуте тушировал Руэди Люшера (Швейцария);
- в третьем круге выиграл решением судей у Торе Хема (Норвегия) и получил 1 штрафной балл;
- в четвёртом круге на 2-й минуте тушировал Анджея Скржыдлевского (Польша);
- в пятом круге на 3-й минуте тушировал Христо Игнатова (Болгария);

Таким образом, борец вышел в финальную часть соревнований
В финале решением судей проиграл Николае Мартинеску (Румыния), что принесло борцу «серебро».
В 1972 году оставил спортивную карьеру и перешёл на работу в Спорткомитет СССР начальником отдела спортивной борьбы, впоследствии стал государственным тренером по классической борьбе. В 1976 году был руководителем сборной олимпийской команды по борьбе на олимпиаде в Монреале, где советские борцы показали выдающийся результат. Затем работал во ВНИИФКе заведующим отделом Олимпийской подготовки, с 1978 по 1985 год в Спорткомитете СССР начальником управления спортивных резервов. С 1985 года являлся заведующим кафедрой физического воспитания Московского института инженеров транспорта
С 1973 по 1980 год являлся тренером сборной СССР, готовил сборную к олимпийским играм 1976 и 1980 годов. Затем был тренером команды СКА (Ростов-на-Дону), старшим тренером и начальником команды ЦСКА (Москва) по греко-римской борьбе, начальником отдела тяжелоатлетических и других видов спорта ЦСКА (Москва). В последние годы являлся советником по спорту префекта Юго-Восточного административного округа Москвы, почётным президентом федерации борьбы Москвы.
Умер в 2006 году в Москве, похоронен на Владыкинском кладбище В Ростове-на-Дону проводится традиционный международный турнир по греко-римской борьбе памяти Николая Яковенко.

## Награды
- 2 ордена «Знак Почёта» (30.05.1969; 1976)
- 2 медали «За трудовую доблесть» (1977; 1980)[5][3]